# 卡尔-耶斯科·冯·普特卡默
卡尔-耶斯科·奥托·罗伯特·冯·普特卡默（Karl-Jesko Otto Robert von Puttkamer，1900年3月24日—1981年3月4日）是一位德国海军将官，曾在第二次世界大战期间任阿道夫·希特勒的海军副官。
1945年4月20日，希特勒要求普特卡默、特奥多尔·莫雷尔、胡戈·布拉施克等人奉之命乘飞机离开柏林前往上萨尔茨堡。在接下来的三天里，这些人先后乘坐元首飞行中队的飞机飞离柏林。普特卡默于4月21日飞离柏林。他之后接到命令，要去贝格霍夫销毁希特勒放在那里的文件和私人物品。因此，在希特勒身处元首地堡的最后几天里，普特卡默并不在场。1945年5月8日，德国投降，普特卡默一直被美方关押至1947年5月。